# اچ‌ام‌ای‌اس یارا (دی‌ئی ۴۵)
اچ‌ام‌ای‌اس یارا (دی‌ئی ۴۵) (به انگلیسی: HMAS Yarra (DE 45)) یک کشتی بود که طول آن ۱۱۲٫۸ متر (۳۷۰ فوت) بود. این کشتی در سال ۱۹۵۸ ساخته شد.